# عقيصة

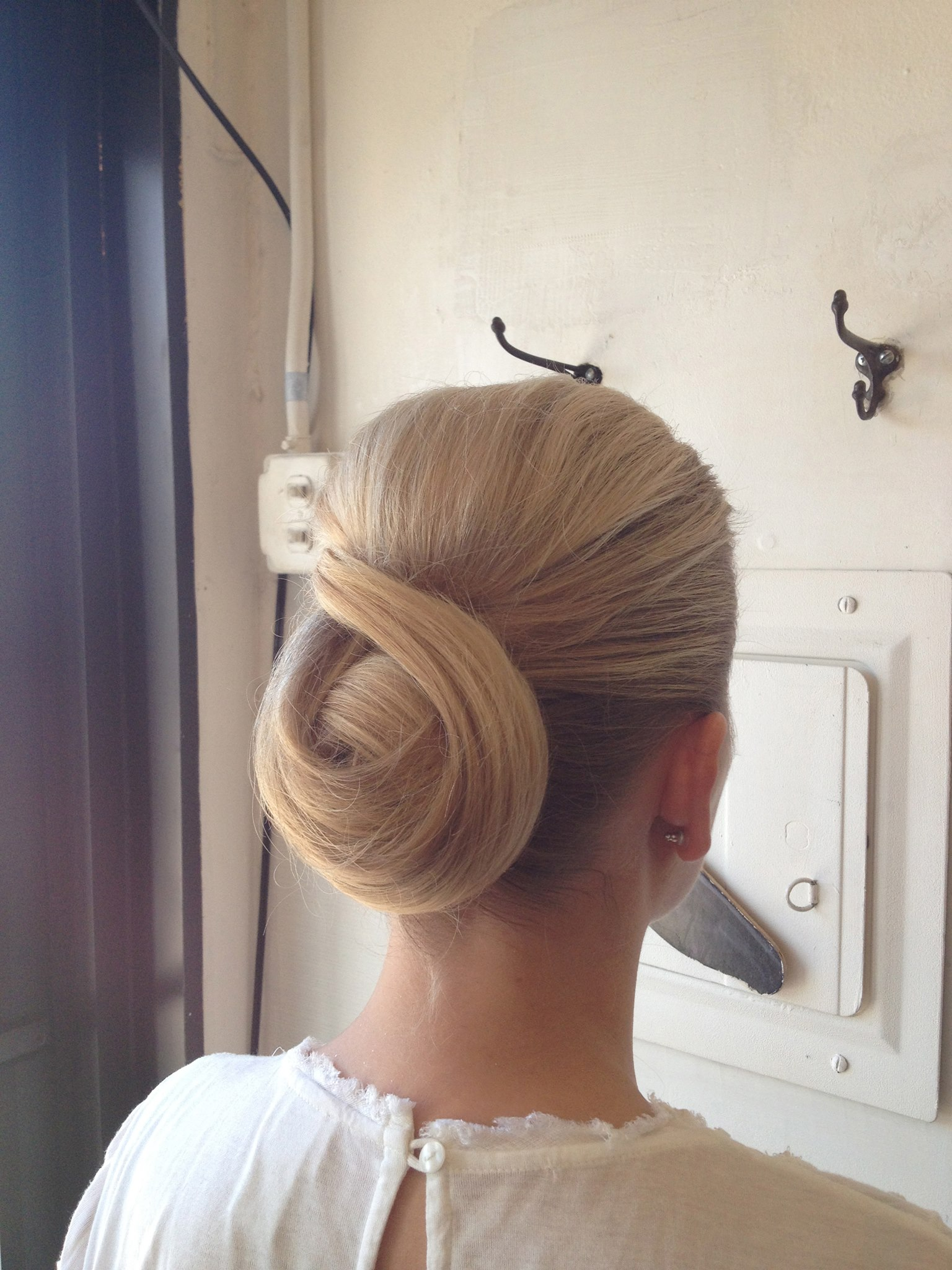
عقيصة

العَقِيصة أو الشِّنُيون (بالفرنسية: chignon) هو نوع شائع من تصفيفة الشعر. الكلمة الفرنسية تعني مؤخر العنق أو القفا.
تُسَرَّح العقيصة عن طريق تثبيت الشعر في عقدة عند مؤخرة العنق أو الرأس ولكن هناك العديد من الاختلافات في التسريح. عادة ما تُثَبَّت بملحقات مثل المشابك أو دبابيس الشعر. تُختار العقيصة تسريحةً غالبًا في المناسبات الخاصة مثل حفلات الزفاف والرقصات الرسمية.